# Alexander Alexandrowitsch Safronow
Alexander Alexandrowitsch Safronow (russisch Александр Александрович Сафронов, wiss. Transliteration Aleksandr Aleksandrovič Safronov; * 12. November 1952 in Leningrad; † 21. Juli 1989 ebenda) war ein sowjetischer Eisschnellläufer.

## Werdegang
Safronow nahm von 1972 bis 1980 an internationalen Wettbewerben teil. Bei den Juniorenweltmeisterschaften 1973 in Assen wurde er im dritten von vier Läufen disqualifiziert und im folgenden Jahr bei der Sprintweltmeisterschaft in Innsbruck Vierter im Sprint-Mehrkampf. Im April 1974 lief er in Almaty mit einer Zeit von 1:17,23 Minuten einen neuen Weltrekord über 1000 m, welchen er bis zum 15. März 1975 hielt. Zudem führte er zwischen den 11. April 1974 und den 15. März 1975 den Adelskalender an. Bei der Sprintweltmeisterschaft 1975 in Göteborg gewann er die Goldmedaille im Sprint-Mehrkampf und errang bei seiner einzigen Olympiateilnahme im Februar 1976 in Innsbruck den vierten Platz über 1000 m. Außerdem siegte er bei den sowjetischen Meisterschaften im Jahr 1974 über 1000 m und im Jahr 1977 über 1500 m. Er beendete seine Karriere nach der Saison 1981/82 und starb im Juli 1989 bei einem Autounfall.

## Erfolge

### Olympische Spiele
- 1976 Innsbruck: 4. Platz 1000 m

### Sprint-Weltmeisterschaften
- 1974 Innsbruck: 4. Platz Sprint-Mehrkampf
- 1975 Göteborg: 1. Platz Sprint-Mehrkampf

## Persönliche Bestzeiten
| Disziplin | Zeit        | Datum           | Ort    |
| --------- | ----------- | --------------- | ------ |
| 500 m     | 37,42 s     | 28. März 1975   | Almaty |
| 1000 m    | 1:15,01 min | 16. April 1976  | Almaty |
| 1500 m    | 1:56,62 min | 3. April 1977   | Almaty |
| 3000 m    | 4:26,60 min | 18. April 1974  | Almaty |
| 5000 m    | 7:54,22 min | 10. Januar 1973 | Almaty |